# 福井県立病院
福井県立病院（ふくいけんりつびょういん）は福井県福井市にある県立病院。総病床数・診療科数ともに県内最大（病床数は北陸で最多）の規模をもつ病院であり、三次医療、精神医療、高度がん医療などを担っている。特定機能病院としては未承認であるものの総病床数、診療科目、設備の面においては承認要件を満たし、同等の設備を有している。病床数は2009年4月現在、全国第3位である。
2011年3月に若狭湾エネルギー研究センターからの技術移転を受け陽子線がん治療センターが開設された。

## 沿革
- 1950年（昭和25年）4月1日 - 福井県立病院創立
- 1957年（昭和32年）9月 - 総合病院として承認
- 1959年（昭和34年）12月 - 人間ドック開設
- 1964年（昭和39年）6月 - 救急病院として告示
- 1968年（昭和43年）7月 - 未熟児センター開設
- 1970年（昭和45年）4月 - 人工透析センター開設
- 1974年（昭和49年）4月 - 成人病センター開設
- 1983年（昭和58年）3月 - 救命診療棟竣工、救命救急センター開設
- 1993年（平成5年）4月 - 救命救急センター部（ICU）開設
- 2000年（平成12年）4月 - 福井県立精神病院を組織統合
- 2004年（平成16年）1月 - 現病院本棟竣工
- 2004年（平成16年）5月 - 新病院本棟開院、医療情報システム導入
- 2007年（平成19年）3月 - こころの医療センター新病棟開設
- 2007年（平成19年）6月 - 地域医療支援病院に指定
- 2009年（平成21年）2月 - がん医療センター開設
- 2011年（平成23年）3月 - 陽子線がん治療センター開設
- 2015年（平成27年）7月27日 - 陽子線がん治療センター内に「陽子線治療研究所」を開設[3]
- 2017年（平成29年） 1月 - こころの医療センター再編。精神科救急･合併症病棟を開設
- 2021年（令和3年）5月 - ドクターヘリ運航開始

## 診療科
- 総合内科　（消化器内科、呼吸器内科、循環器内科、腎臓内科、内分泌代謝科、血液・腫瘍内科）
- 神経内科
- 女性専用外来
- 小児科
- 外科　（外科、がん医療センター）
- 心臓血管外科
- 整形外科
- 形成外科
- 脳神経外科
- 皮膚科
- 泌尿器科
- 産科・婦人科　（産科、婦人科）
- 眼科
- 耳鼻咽喉科
- 麻酔科
- 放射線科　（放射線科、核医学科）
- 歯科口腔外科
- 臨床病理科
- リハビリテーション科
- 精神科
- 心身医療科

## 診療部門
- 看護部
- 検査室
- 放射線室
- リハビリテーション室
- 臨床工学技術室
- 栄養管理室
- 薬剤部

## センター
- 中央医療センター
- がん医療センター
- 陽子線がん治療センター
- 救命救急センター
- 母子医療センター
- こころの医療センター

## 医療機関の指定・認定
（下表の出典）
| 保険医療機関                                                               | 第一種感染症指定医療機関                 |
| 労災保険指定医療機関                                                       | 第二種感染症指定医療機関                 |
| 指定自立支援医療機関（更生医療）                                           | 母体保護法指定医の配置されている医療機関 |
| 指定自立支援医療機関（育成医療）                                           | 地域医療支援病院                         |
| 指定自立支援医療機関（精神通院医療）                                       | 災害拠点病院                             |
| 身体障害者福祉法指定医の配置されている医療機関                             | へき地拠点病院                           |
| 精神保健及び精神障害者福祉に関する法律に基づく指定病院又は応急入院指定病院 | 救命救急センター                         |
| 精神保健指定医の配置されている医療機関                                     | 臨床研修病院                             |
| 生活保護法指定医療機関                                                     | がん診療連携拠点病院                     |
| 医療保護施設                                                               | エイズ治療拠点病院                       |
| 結核指定医療機関                                                           | 肝疾患診療連携拠点病院                   |
| 指定養育医療機関                                                           | DPC対象病院                              |
| 戦傷病者特別援護法指定医療機関                                             | 総合周産期母子医療センター               |
| 原子爆弾被害者一般疾病医療取扱医療機関                                     |                                          |

- 原子力災害拠点病院[5]
- 公益財団法人日本医療機能評価機構認定病院[6]
- このほか、各種法令による指定・認定病院であるとともに、各学会の認定施設でもある。

## 交通アクセス
- 京福バス
  - 36 県立病院・丸岡線（アピタエルパ前・下安田経由）「県立病院前」下車。
  - 39 大和田・丸岡線（アピタエルパ前・南横地経由）「県立病院前」下車。
  - すまいるバス 東～北東ルート（城東・日之出方面）「県立病院口」下車。
- えちぜん鉄道
  - 福井口駅より徒歩約10分。
- 北陸自動車道 福井ICより、国道158号西行で「西方」交差点から国道8号北行に入り「円山小学校」交差点を西へ折れ、約300 mの突き当たりを北へすぐ。約4.5km。